# Алексеевка Вторая (Липецкая область)
Алексеевка Вторая — деревня в Воловском районе Липецкой области России. Входит в состав Захаровского сельсовета.

## География
Деревня находится в юго-западной части Липецкой области, в лесостепной зоне, в пределах восточных отрогов Среднерусской возвышенности, на берегах реки Дубовец (приток реки Олым), на расстоянии примерно 10 километров (по прямой) к северо-востоку от села Волово, административного центра района. Абсолютная высота — 164 метра над уровнем моря.
Климат умеренно континентальный с теплым летом и умеренно морозной зимой.
Часовой пояс
Деревня Алексеевка 2-я, как и вся Липецкая область, находится в часовой зоне МСК (московское время). Смещение применяемого времени относительно UTC составляет +3:00.

## Население
| 2010 | 2012 |
| ---- | ---- |
| 17   | ↗23  |

Гендерный состав
По данным Всероссийской переписи населения 2010 года в гендерной структуре населения мужчины составляли 52,9 %, женщины — соответственно 47,1 %.
Национальный состав
Согласно результатам переписи 2002 года, в национальной структуре населения русские составляли 100 % из 30 человек.

## Улицы
Уличная сеть деревни состоит из нескольких улиц:ул. Школьная, ул.Центральная, ул.Садовая .